# Probaryconus dunensis
Probaryconus dunensis är en stekelart som beskrevs av Durgadas Mukerjee 1994. Probaryconus dunensis ingår i släktet Probaryconus och familjen Scelionidae. Inga underarter finns listade i Catalogue of Life.